# Diboryny
Diboryny jsou chemické sloučeniny obsahující trojné vazby mezi atomy boru. Mají velký význam při výzkumu chemických vazeb, i když bylo izolováno jen málo takových sloučenin. V roce 2002 byl pomocí matricové izolace zachycen diboryn obsahující dvě molekuly oxidu uhelnatého, se vzorcem (OC)B≡B(CO).
Holger Braunschweig popsal v roce 2012 diboryn stabilní za pokojové teploty, který obsahoval dvě N-heterocyklické karbenové skupiny.
Z hlediska kvalitativní teorie molekulových orbitalů obsahuje molekula diboru (B2) jednoduchou vazbu, ovšem po navázání karbenových ligandů třetí excitovaný stav vytvoří vazbu trojnou.